# Magyar származásra utaló önkéntes jelölések élelmiszereken
A magyar vásárlók körében különösen nagy jelentősége van annak, hogy a megvásárolt élelmiszer magyar származású-e vagy importból származik. A magyar termékek kedvező imázsának védelme érdekében adta ki a Vidékfejlesztési Minisztérium 2012-ben az egyes önkéntes megkülönböztető megjelölések élelmiszereken történő használatáról szóló 74/2012. (VII.25.) VM rendeletet. E rendeletet élelmiszerek önkéntesen vállalat (tehát nem jogszabály vagy egyéb hatósági előírás alapján kötelező) megjelölése és reklámozása során kell alkalmazni.
A rendelet kiadása előtt is lehetett ilyen megjelöléseket alkalmazni, azonban ezt korábban nem szabályozták.
 A megjelölések használata önkéntes, vagyis a használatuk nem kötelező. Ha azonban a vállalkozás úgy dönt, hogy alkalmazza-e ezeket a jelöléseket a termék csomagolásán vagy reklámozása során, akkor a terméknek meg kell felelnie a rendeletben meghatározott követelményeket. (Diszpozitív szabályozás).

## A magyar származásra utaló önkéntes jelölések
A jogalkotó új gyűjtőfogalmat alkotott ezzel a kifejezéssel.
 Három kategóriája van:
1. Magyar termék,
2. Hazai termék,
3. Hazai feldolgozású termék.

A termék eredetét illetően a rendelet a következő három kategóriát határozza meg: magyar termék, hazai termék, hazai feldolgozású termék. Ez a három kategória tájékoztatja a fogyasztókat arról, hogy az adott konkrét termék, vagy annak összetevői kizárólag vagy részben származnak-e Magyarországról, avagy csak a feldolgozás történt hazánkban.

## Magyar termék
A magyar termék megjelölés "növényi és állati eredetű alaptermékek esetében akkor alkalmazható, ha a növény begyűjtése, tisztítása, kezelése, valamint állati eredetű alaptermék esetében az állat születése, keltetése, felnevelése, termelésbe állítása és csomagolása Magyarországon történik;
feldolgozatlan termék esetében akkor alkalmazható, ha a felhasznált alaptermék magyar eredetű és előállításakor valamennyi eljárást (pl. szeletelés, kicsontozás, tisztítás, stb.) Magyarországon végeztek;
feldolgozott élelmiszerek esetében akkor alkalmazható, ha a termék előállításához felhasznált valamennyi összetevő Magyarországról származik. Természetesen vannak olyan összetevők, pl. só, vagy fűszerek, amelyek Magyarországon jellemzően nem bányászhatók vagy termeszthetők, ezért ezek az alapanyagok származhatnak külföldről.

## Hazai termék
A hazai termék megjelölés "akkor tüntethető fel egy feldolgozott élelmiszer csomagolásán, ha a felhasznált összetevők több mint 50%-a „magyar termék”, és az előállítás minden egyes lépése Magyarországon történt. Például ha egy kakaós keksz esetében pl. a felhasznált és a termék több, mint 50%-át adó liszt  magyar, viszont a kakaó és a cukor külföldről származik, akkor az a termék csak hazai termék lehet.

## Hazai feldolgozású termék
A hazai feldolgozású termék megjelöléssel látható el az az élelmiszer, amely többségében import összetevőket tartalmaz, de minden feldolgozási műveletet Magyarországon végeztek. Így jelölhető pl. a kávé, bár külföldről importálják, de a feldolgozását (pörkölés, őrlés, csomagolás) Magyarországon végzik.